# Igor Simoetenkov
Igor Vitaljevitsj Simoetenkov (Russisch: Игорь Витальевич Симутенков) (Moskou, 3 april 1973) is een Russisch voormalig voetballer die speelde als aanvaller. Sinds 2017 is hij assistent-trainer bij FK Zenit Sint-Petersburg, anno 2020 onder hoofdcoach Sergej Semak.

## Clubcarrière
Tussen 1990 en 1994 speelde Simoetenkov bij Dinamo Moskou, waar hij 44 doelpunten scoorde. In zijn laatste seizoen, 1994, was hij de clubtopscorer met 21 doelpunten. Hij vertrok daarop naar AC Reggiana 1919, een club op dat moment in de Italiaanse Serie B aantredend. Simoetenkov scoorde twintig competitiedoelpunten in vier seizoen, waarop hij in 1998 naar Bologna FC 1909 verhuisde. Aan zijn vijfjarig verblijf in Italië kwam in 1999 een einde met een tegenvallend seizoen (drie doelpunten uit veertien duels). 
Hij vertrok naar de Spaanse Canarische Eilanden en tekende bij CD Tenerife. Een bleke Simoetenkov verliet Tenerife na drie jaar met 54 wedstrijden en vier doelpunten op zijn conto. Hij emigreerde naar de Verenigde Staten, waar hij voor Kansas City Wizards uitkwam van 2002 tot 2004.
In de Verenigde Staten scoorde Simoetenkov twaalf doelpunten uit 49 wedstrijden, waarna hij terugkeerde naar Rusland. Hij sloot zijn carrière als profvoetballer af bij achtereenvolgens Roebin Kazan en Dinamo Voronezj. Simoetenkov staat ook bekend om de 'zaak-Simoetenkov', een juridisch vonnis waarbij het Europese Hof van Justitie de directe werking van de partnerschapsovereenkomst tussen de Europese gemeenschappen en Rusland erkende. In dit arrest werden Spaanse nationaliteitsclausules voor niet-EU-voetballers in strijd met het Gemeenschapsrecht bevonden.

## Interlandcarrière
Simoetenkov speelde twintig interlands in het Russisch voetbalelftal, van 1994 tot 1998 (gedurende zijn periode in Italië) en maakte negen goals. Bondscoach Oleg Romantsev nam hem in 1996 mee naar het Europees kampioenschap voetbal 1996 in Engeland, maar Rusland ging eruit na de groepsfase.

## Trainerscarrière
Simoetenkov is sinds 2017 opnieuw aan de slag als assistent-trainer van FK Zenit Sint-Petersburg, nadat hij die functie al eerder bekleedde van 2009 tot 2015 in combinatie met een functie als assistent-coach bij het Russisch voetbalelftal onder de Italiaanse bondscoach Fabio Capello (2014–2015).